# 절대 인스피레이션
〈절대 인스피레이션〉(絶対インスピレーション 제타이인스피레이숀[*])는 SKE48의 30번째 싱글이다.